# Mihai Bravu (okręg Braiła)
Mihai Bravu – wieś w Rumunii, w okręgu Braiła, w gminie Victoria. W 2011 roku liczyła 1510 mieszkańców.